# Musculi interossei (Fuß)
Die Musculi interossei (lat. für „Zwischenknochenmuskeln“) sind eine Gruppe von Skelettmuskeln im Bereich des Mittelfußes. Sie werden – wie die gleichnamigen Muskeln der Hand – in eine fußrückenseitige (dorsale) und eine fußsohlenseitige (plantare) Gruppe unterteilt.

## Musculi interossei dorsales

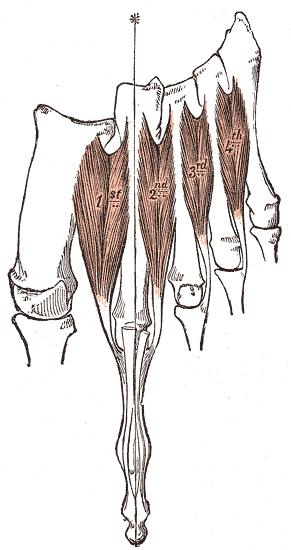
Musculi interossei dorsales des linken Fußes

Die vier fußrückenseitigen Zwischenknochenmuskeln sind beim Menschen zweifach-gefiederte Muskeln, die mit jeweils zwei Sehnen an den beiden Mittelfußknochen, zwischen denen sie liegen, entspringen. Ihr Ansatz erfolgt am ersten Zehenglied (Phalanx proximalis), wobei der erste an der Innenseite der zweiten, die übrigen an der Außenseite der zweiten, dritten beziehungsweise vierten Zehe ansetzen. Darüber hinaus strahlen sie in die Aponeurose des Musculus extensor digitorum longus ein.

## Musculi interossei plantares

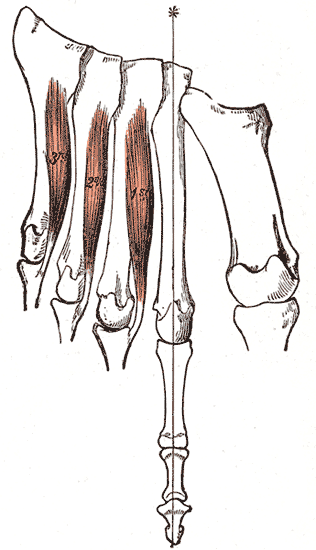
Musculi interossei plantares des linken Fußes

Die drei fußsohlenseitigen Zwischenknochenmuskeln entspringen jeweils nur an einem, und zwar am dritten, vierten beziehungsweise fünften Mittelfußknochen. Sie setzen am ersten Zehenglied der gleichzahligen Zehe sowie an der Aponeurose des Musculus extensor digitorum longus an.
Bei Pferden gibt es drei plantare Musculi interossei. Der Musculus interosseus medialis und lateralis sind schwach und verlaufen axial an den Griffelbeinen. Der kräftige Musculus interosseus medius liegt dem Röhrbein an und ist stark sehnig, so dass er einen Bandcharakter aufweist und zum Fesselträger gehört. Er teilt sich im bodennahen Abschnitt des Röhrbeins in zwei Schenkel, welche am jeweiligen Gleichbein im Bereich des Fesselgelenks ansetzen. Zudem wird beidseitig ein Unterstützungsband abgespalten, welches sich mit der Sehne des langen Zehenstreckers verbindet. Beide Unterstützungsbänder sind unterhalb des Fesselgelenks je von einem Schleimbeutel unterlagert, der Bursa subtendinea musculi interossei pedis.